# Fistulobalanus amaraquaticus
Fistulobalanus amaraquaticus is een zeepokkensoort uit de familie van de Balanidae. De wetenschappelijke naam van de soort is voor het eerst geldig gepubliceerd in 1980 door Yamaguchi.